# Tratado de Athis-sur-Orge
El Tratado de Athis-sur-Orge fue un tratado de paz firmado el 23 de junio de 1305 entre el Felipe IV de Francia y Roberto III de Flandes. El tratado fue firmado en Athis-sur-Orge después de la Batalla de Mons-en-Pévèle. Según este pacto, las ciudades de Lille, Douai y Béthune serían adoptadas por la Corona francesa. Como compensación, Francia garantizaba la independencia de Flandes.